# Tudor Watkins
Tudor Watkins est un homme politique travailliste gallois né le 9 mai 1903 à Abercrave (en) et mort le 2 novembre 1983 à Brecon. Il est député à la Chambre des communes de 1945 à 1970, puis devient pair à vie en 1972.

## Biographie

### Origines
Tudor Elwyn Watkins naît le 9 mai 1903 à Abercrave (en), un village dans la haute vallée de la Tawe (en), dans le comté du Brecknockshire. Son père, Howell Watkins, travaille dans les mines de charbon, mais il est également investi dans la vie politique et religieuse locale, puisqu'il siège au conseil de comté sous l'étiquette travailliste tout en étant diacre baptiste.
Le jeune Tudor commence à travailler dans les mines dès l'âge de 13 ans et demi, mais il n'arrête pas sa scolarité pour autant. Il suit les cours organisés par la Workers' Educational Association (en) et le National Council of Labour Colleges (en) avant de décrocher une bourse pour le Coleg Harlech (en).

### Carrière politique
En 1928, Watkins devient le représentant officiel du Parti travailliste dans la circonscription de Brecon and Radnorshire. Il est également le secrétaire général de l'Association des sociétés amicales du Breconshire de 1937 à 1948 et siège comme alderman au conseil de comté de 1940 à 1974.
Lors des élections générales de 1945, Watkins est élu député de Brecon and Radnorshire. Il est systématiquement réélu jusqu'à sa retraite, en 1970. Durant ses vingt-cinq années à la Chambre des communes, il se distingue en n'obéissant pas aveuglément à la discipline du parti. Dans la première moitié des années 1950, il est l'un des cinq députés travaillistes (avec S. O. Davies, Cledwyn Hughes, Goronwy Roberts et Thomas William Jones) à soutenir ouvertement la campagne en faveur de la création d'un Parlement gallois. Il joue le rôle de secrétaire parlementaire privé auprès des secrétaires d'État Jim Griffiths et Cledwyn Hughes dans les années 1960.
Après sa retraite, Watkins devient pair à vie en 1972 avec le titre de « baron Watkins de Glyntawe (en) ». Il s'implique encore dans la vie politique régionale. Après la réorganisation des subdivisions britanniques en 1974 et l'absorption du Brecknockshire dans le nouveau comté de Powys, il devient le premier président du conseil de comté du Powys (en), poste qu'il occupe jusqu'en 1977. Il est également lord-lieutenant du Powys de 1975 à 1978.

### Vie privée
Tudor Watkins se marie le 13 avril 1936 avec Bronwen Strather. Ils n'ont pas d'enfants. Il souffre toute sa vie du diabète, sans rendre cette information publique. Il meurt au War Memorial Hospital (en) de Brecon le 2 novembre 1983, à l'âge de quatre-vingts ans.